# Ozan, Saraykent
Ozan là một thị trấn thuộc huyện Saraykent, tỉnh Yozgat, Thổ Nhĩ Kỳ. Dân số thời điểm năm 2010 là 2.162 người.